# پیستاکی هایلندز، ایلینوی
پیستاکی هایلندز (به انگلیسی: Pistakee Highlands) یک حوزه سرشماری در ایالات متحده آمریکا است که در ایلینوی واقع شده‌است. پیستاکی هایلندز ۳٬۴۵۴ نفر جمعیت دارد.